# Sars-le-Bois
Sars-le-Bois is een gemeente in het Franse departement Pas-de-Calais (regio Hauts-de-France) en telt 66 inwoners (2009). De plaats maakt deel uit van het arrondissement Arras.

## Geografie
De oppervlakte van Sars-le-Bois bedraagt 2,4 km², de bevolkingsdichtheid is dus 27,5 inwoners per km².
De onderstaande kaart toont de ligging van Sars-le-Bois met de belangrijkste infrastructuur en aangrenzende gemeenten.

## Demografie
Onderstaande figuur toont het verloop van het inwonertal (bron: INSEE-tellingen).